# Milan Records
Milan Records là một hãng thu âm đặt tại Los Angeles, California, chuyên phát hành các nhãn đĩa và album nhạc phim.

## Lịch sử
Milan Entertainment được thành lập vào năm 1978 bởi Emmanuel Chamboredon, người vẫn là CEO và là chủ tịch của công ty. Vào những năm 1980, Milan đã tách ra để bao gồm Editions Milan Music và Editions Jade, Milan Recors US được thành lập đầu tiên tại NYC vào cuối những năm 1980. Nó sau đó chuyển đến Los Angeles, CA. Từ Editon Milan Music đã trở thành Milan Record ngày nay, đi đầu trong ngành âm nhạc phim về phát hành các bản nhạc từ phim.

## Nhãn đĩa
Nhạc phim
- The Elephant Man
- The 4400
- After the Wedding
- Akira
- Alex Rider: Operation Stormbreaker
- Alien: Covenant
- Alone in the Dark
- Alpha Dog
- Backdraft
- Battle for Haditha
- Brazil
- Breakfast on Pluto
- The Brothers Grimm
- Chef
- Cooties
- The Counterfeiters
- Deficit
- Dogville / Manderlay
- Dolls
- Doogal
- Elite Squad
- EuroTrip
- Factotum
- Flags of Our Fathers
- Fugitive Pieces'
- Gettysburg
- The Gettysburg Address
- Ghost
- Hans Zimmer: Good Morning America!
- Hans Zimmer: The British Years
- Hisaishi Meets Miyazaki
- The Host
- I (Heart) Huckabees
- Infamous
- Into Great Silence
- The Island
- Keyhole
- Killer Joe
- Letters from Iwo Jima
- The Man in the Iron Mask
- March of the Penguins
- Marilyn Hotchkiss' Ballroom Dancing & Charm School
- Match Point
- Melinda and Melinda
- Moro No Brasil
- Mr. Brooks
- Mr. Nobody
- Naked Lunch
- Ninja Scroll
- No One Knows About Persian Cats
- Old Fashioned
- Pan's Labyrinth
- Paprika
- The Prize Winner of Defiance, Ohio
- The Queen
- Red Hill
- Spy Kids 2: The Island of Lost Dreams
- Spy Kids 3-D: Game Over
- Stargate
- Stargate SG-1
- Stoned
- Tex Avery
- Tsotsi
- The Revenant
- The Usual Suspects
- The Winter in Lisbon
- The World's Fastest Indian
- What Just Happened?

Nghệ sĩ và biên soạn
- Aaron Beaumont
- Alaska In Winter
- Alexa Vega
- APPART
- Aqua Velvets: Guitar Noir..ArtDontSleep presents: From LA with Love
- Asia Argento Vs. Antipop
- Ástor Piazzolla
- Ástor Piazzolla "Live at the Montreal Jazz Festival"
- A Tribute to Che Guevara - Hasta Siempre!
- Bernardo Sandoval
- Cliff Martinez
- Clint Mansell
- Dizzy Gillespie
- Emilie Simon
- Emily Jane White
- Eugenia Leon
- Five Senses (In celebration of Grand Hyatt Tokyo's 5th anniversary)
- From Leaf to Feather
- Ivan Colon
- John Beltran
- Richard Galliano
- Ryuichi Sakamoto
- Santino
- Stefano Lentini
- The Dead Trees
- The Devil Makes Three
- The Five Corners Quintet
- The Landau Orchestra
- The Mint Chicks
- The Politik
- West Indian Girl